# De Tomaso
De Tomaso war ein italienischer Hersteller von Renn- und Straßensportwagen. Das von dem gebürtigen Argentinier Alejandro de Tomaso gegründete Unternehmen war in Modena ansässig. Es war zeitweise eng mit dem Ford-Konzern verbunden, der für fast alle Serienfahrzeuge der Marke die Motoren lieferte. Die De-Tomaso-Modelle waren leistungsstark und luxuriös, wurden aber wegen ihrer US-amerikanischen Großserienmotoren nicht als gleichwertige Konkurrenten Maseratis oder Ferraris wahrgenommen. Das erfolgreichste Modell De Tomasos ist der Mittelmotorsportwagen Pantera, der über zwei Jahrzehnte lang im Angebot blieb und mehr als 7000 Mal produziert wurde, alle übrigen Fahrzeuge erreichten nur dreistellige Produktionszahlen. In den 1960er-Jahren entstanden in Modena auch Rennwagen für die Formel 1, die erfolglos vom eigenen Werksteam Scuderia De Tomaso eingesetzt wurden. 1971 erwarb Ford von Rowan einen Anteil von 84 Prozent am Unternehmen De Tomaso, wobei Alejandro de Tomaso selbst den Rest hielt. Seit 2015 gehören die Rechte am Namen De Tomaso einem chinesischen Investor, nachdem das Unternehmen 2012 die Insolvenz bekannt gegeben hatte.

## Unternehmensgeschichte
Der Argentinier Alejandro de Tomaso wurde am 10. Juli 1928 als Sohn eines sozialistischen Ministers der Ära vor Juan Perón in Buenos Aires geboren und behielt die argentinische Staatsbürgerschaft, obwohl er schon 1955 nach Bologna kam. Das von 1959 bis 2011 verwendete Logo erweist dem Geburtsland des Firmengründers in Form der argentinischen Nationalfarben Reverenz.

### Anfänge im Motorsport
Die Basis des Unternehmens war der Motorsport. De Tomaso gründete 1959 mit finanzieller Unterstützung seiner Frau Isabelle Haskell in Modena eine Automobilwerkstatt. Anfänglich konstruierte De Tomaso Rennwagen für die Formel 1, von denen er einige in einem eigenen Werksteam einsetzte, während er andere an Kundenteams verkaufte. Nachdem diese ersten Versuche keine Erfolge gebracht hatten, verlegte De Tomaso den Schwerpunkt seines Unternehmens Mitte der 1960er Jahre auf die Entwicklung von Straßensportwagen. Zusammen mit dem Karosseriewerk Ghia baute er Renn-Spider mit Ford Motoren. Daraus abgeleitet entstand 1965 der erste Straßensportwagen Vallelunga.

### Straßensportwagen

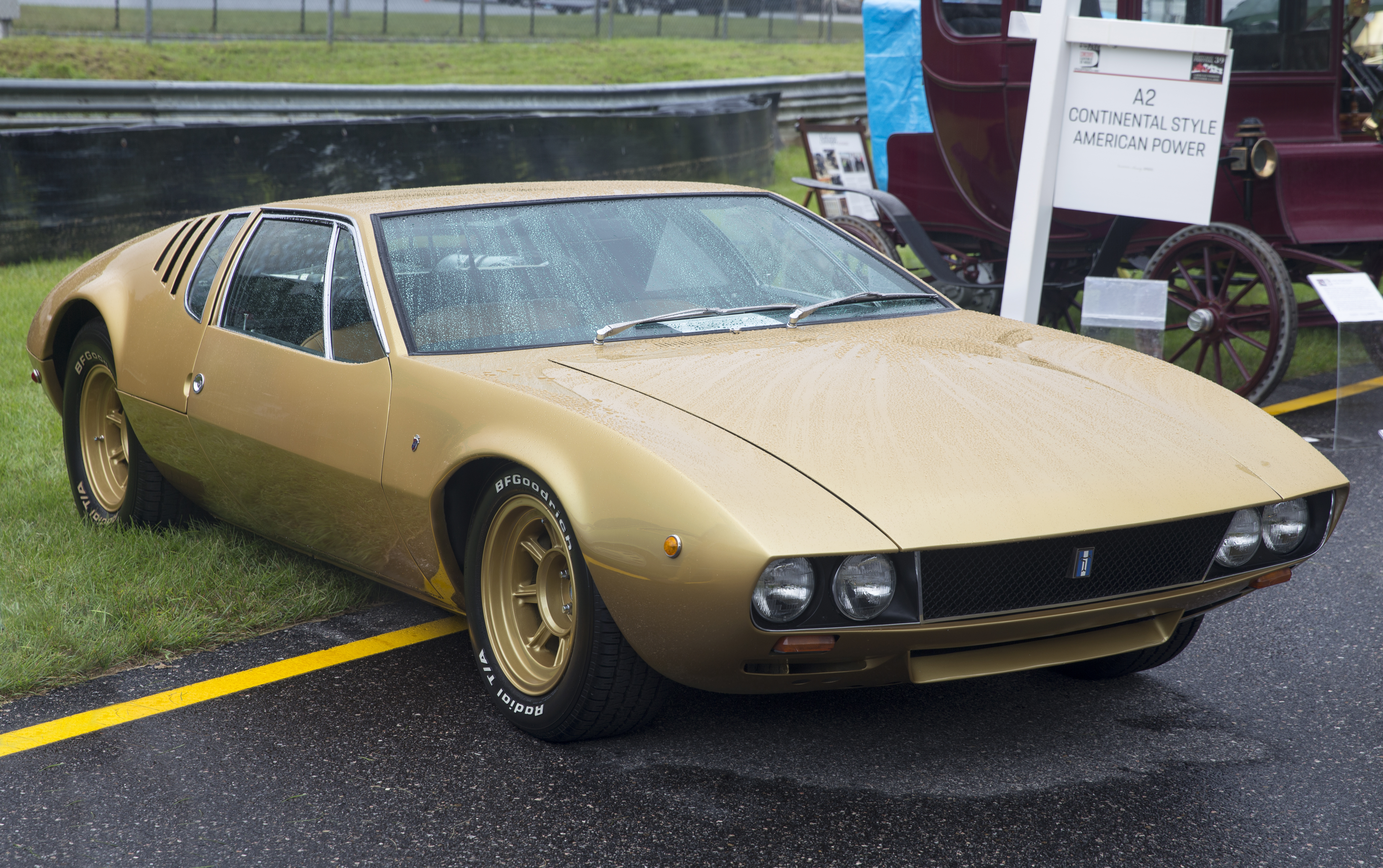
De Tomaso Mangusta

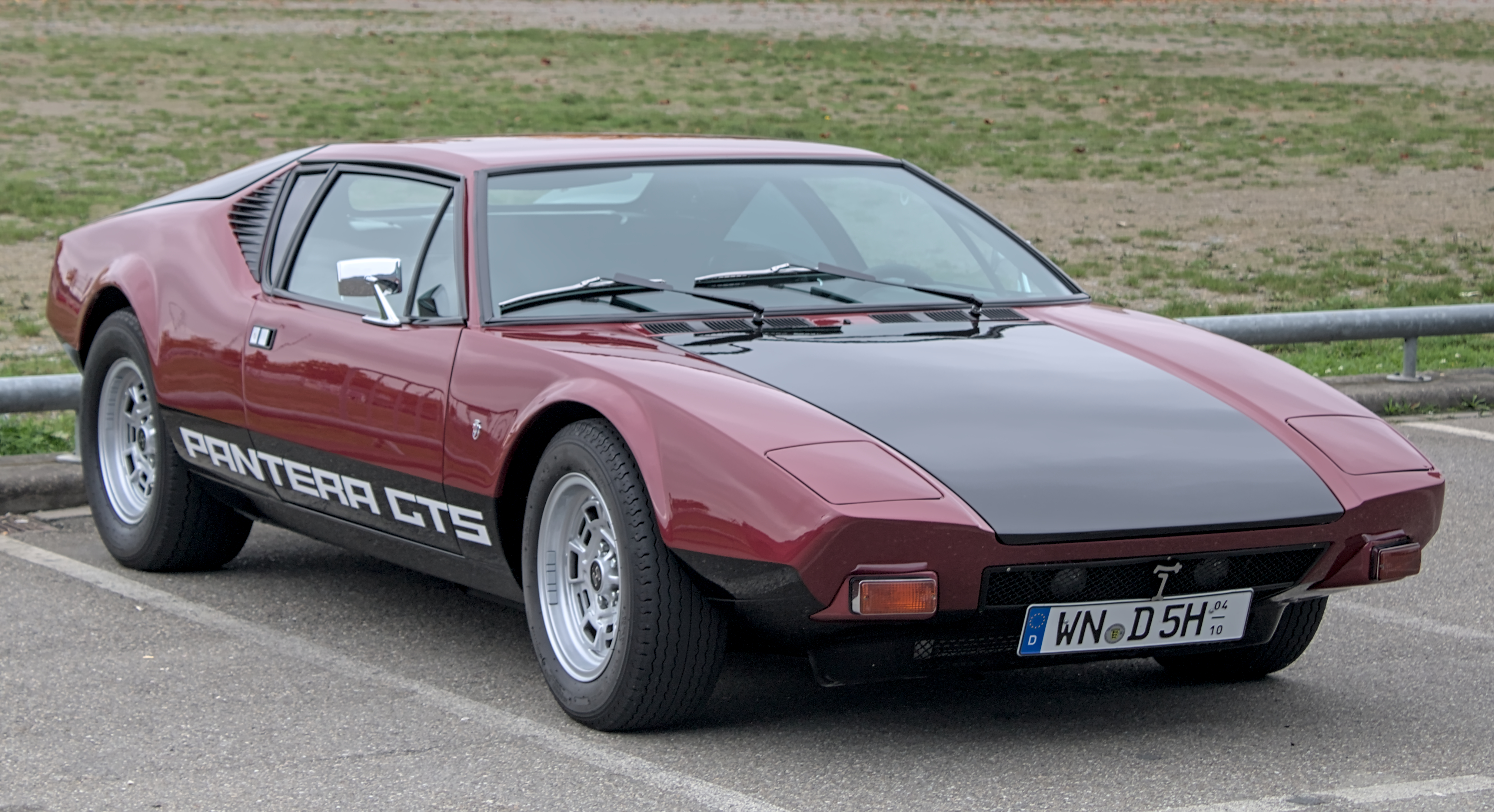
De Tomasos erfolgreichstes und bekanntestes Modell: De Tomaso Pantera

1963 stellte De Tomaso sein erstes Straßenfahrzeug in Turin vor: den Vallelunga. Er hatte einen 1,5-Liter-Vierzylindermotor mit 105 PS und wurde nur 48 Mal gebaut. Die Produktion wurde 1965 aufgenommen, aber bereits ein gutes Jahr später wieder eingestellt. Bei dem Nachfolgemodell, dem 1966 vorgestellten Mangusta mit einer aufsehenerregenden Karosserie von Giorgetto Giugiaro, verwendete De Tomaso erstmals einen großen amerikanischen Achtzylindermotor. Es war ein V8 mit 4,7 Liter Hubraum von Ford, der 305 PS leistete und als Mittelmotor eingebaut wurde. Dieser Bauart blieb das Unternehmen bis zum Schluss treu. Der Mangusta war deutlich erfolgreicher als der filigrane Vallelunga: Er wurde bis 1968 in rund 400 Exemplaren produziert.
Besondere Bekanntheit erlangte das von Tom Tjaarda entworfene Modell Pantera, von dem 7260 Stück in verschiedenen Ausführungen von 1971 bis 1993 gebaut wurden. Auch er bekam einen V8-Motor: 5,8 Liter Hubraum mit 310 PS. Knapp 6100 davon wurden innerhalb weniger Jahre durch ein Vertriebsabkommen mit dem Lincoln-Mercury-Händlernetz in den USA verkauft. Nachdem das Abkommen aufgelöst worden war, reduzierte sich die Produktion allerdings auf meist wenige Dutzend Fahrzeuge jährlich. Zu Beginn der 1970er Jahre baute De Tomaso seine Modellpalette aus. Neben dem Sportwagen Pantera stand das viersitzige Coupé Longchamp, von dem es kurzzeitig auch eine Cabriolet-Version gab, sowie eine auf der Longchamp-Technik aufbauende Luxuslimousine mit der Bezeichnung Deauville, die anfangs mit dem Maserati Quattroporte konkurrierte und ihn schließlich nach seiner Produktionseinstellung in den 1970er Jahren ersetzte.
Keinem seiner Fahrzeuge ließ De Tomaso in den 1970er oder 1980er Jahren eine ernsthafte Modellpflege zukommen. Die Produkte veralteten zunehmend und ließen sich schließlich nur noch schwer verkaufen. De Tomasos Augenmerk lag in dieser Zeit vornehmlich auf den anderen Marken, die zu seiner Unternehmensgruppe gehörten.

### Konzern mit zahlreichen Marken
Alejandro de Tomaso übernahm im Laufe der Zeit mehrere Unternehmen. Dazu zählen die Carrozzeria Vignale und die Carrozzeria Ghia (je 1969), die er beide im selben Jahr an Ford weiterverkaufte, Benelli (1971), Moto Guzzi (1972), Maserati (1975) und Innocenti (1976). Finanzielle Probleme waren ausschlaggebend für den Verkauf aller Beteiligungen. Zuletzt übernahm Fiat das Traditionsunternehmen Maserati.

### Niedergang und Insolvenz

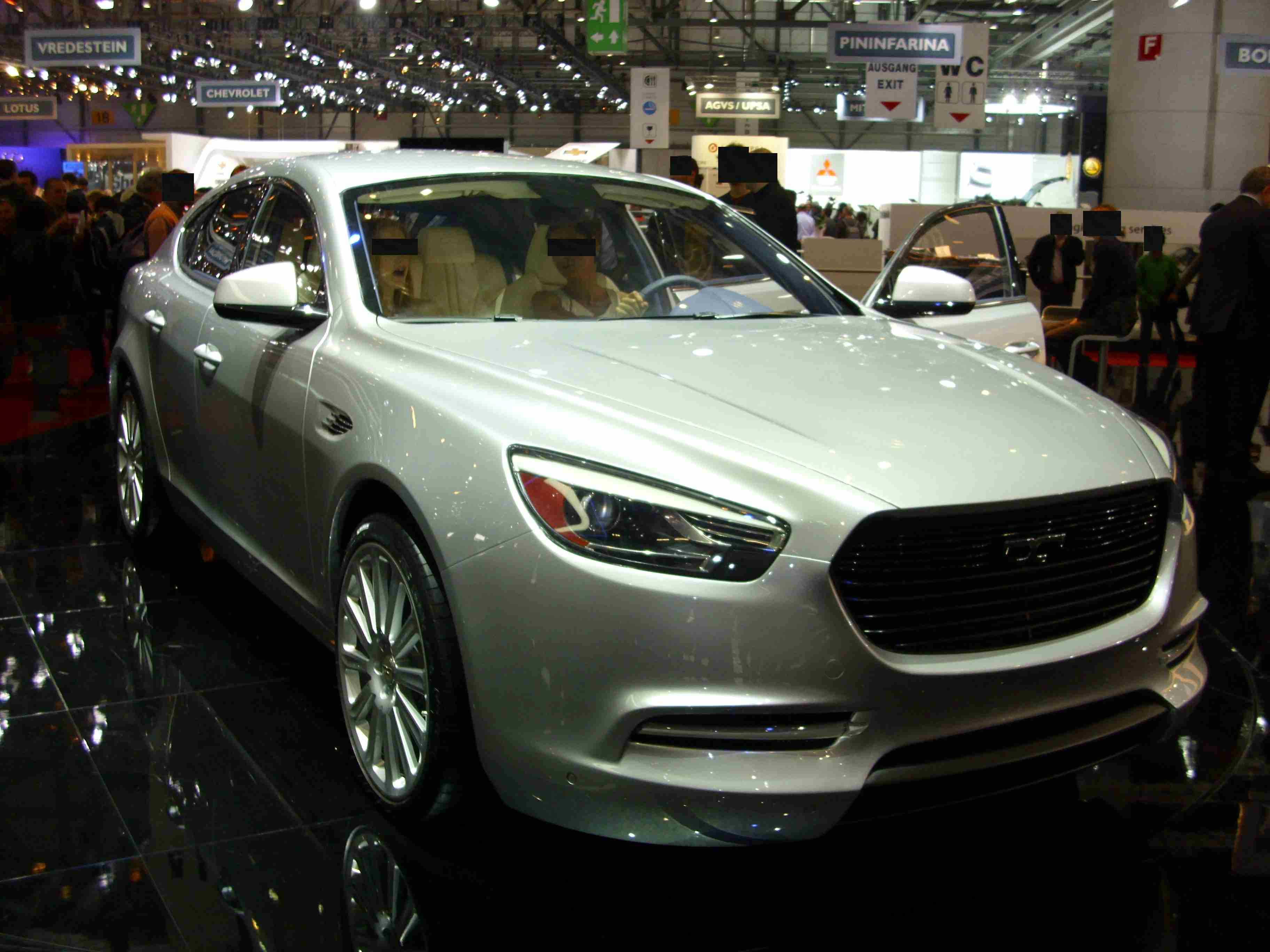
De Tomaso Deauville (2011)

Ende der 1990er Jahre versuchte der Hersteller einen Neustart der Marke mit dem Biguà, der nach Uneinigkeiten mit dem Geldgeber 2000 als Qvale Mangusta auf den Markt kam. Das letzte serienmäßig hergestellte Modell war der Sportwagen Guarà, der Antriebstechnik von BMW bzw. von Ford verwendete. Das Unternehmen war allerdings nicht in der Lage, eine dauerhafte Produktion sicherzustellen. Insgesamt entstanden nicht einmal 40 Exemplare des Guarà.
2003, im Jahr seines Todes, versuchte Alejandro de Tomaso, mit der Studie eines neuen Pantera nochmals Fuß zu fassen. Das Projekt kam allerdings nicht über das Modellstadium hinaus. 2004 wurde auf Antrag eines Gläubigers das Insolvenzverfahren über De Tomaso Modena S.p.A. eröffnet. Die Liquidation des Unternehmens dauerte bis 2012. Aus ihr gingen im Laufe der Jahre mehrere Nachfolgeunternehmen hervor:
- RS Corse in Modena übernahm den Kundendienst für alte De Tomaso-Fahrzeuge und hält Ersatzteile bereit.[5] Das Unternehmen wurde von Alejandro De Tomasos Sohn Santiago sowie von Ludovico Raffaele gegründet.[6]
- 2009 erwarb das von Gian Mario Rossignolo geführte italienische Unternehmen IAI (Innovation in Auto Industry) die Rechte am Markennamen De Tomaso. IAI benannte sich daraufhin in de Tomaso Automobili S.p.A. um.[7] Zum 1. Januar 2010 wurden Anteile an Pininfarina einschließlich 900 Mitarbeitern übernommen. Im Zuge dessen wurde der Firmensitz nach Grugliasco verlegt. Auf dem Genfer Automobilsalon 2011 wurde mit dem Deauville eine von Pininfarina gestaltete SUV-Studie vorgestellt. Die Serienproduktion wurde jedoch nicht aufgenommen, da das Unternehmen kurz nach der Präsentation Insolvenz anmeldete. Auch zwei weitere geplante Modelle wurden aus diesem Grund nicht mehr veröffentlicht.[8]

Im Juli 2012 wurde Gian Mario Rossignolo wegen des Verdachts verhaftet, er habe Fördergelder der Regierung in Höhe von 7,5 Mio. € veruntreut. 2014 kam es zu einer insolvenzbedingten Auflösung des Unternehmens.

### Ideal Team Venture

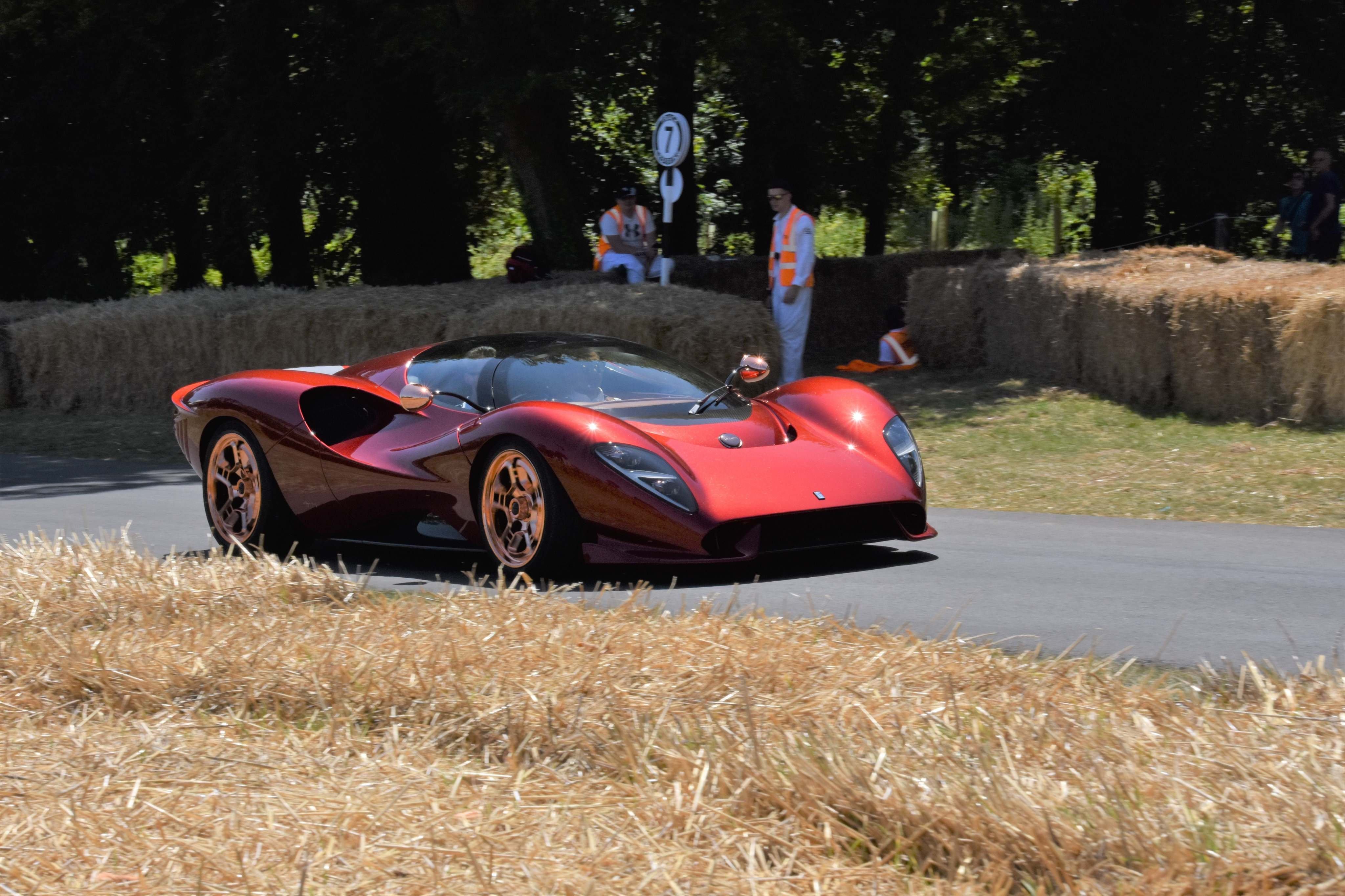
De Tomaso P72 (2019)

2014 erwarb das chinesische Konsortium Ideal Team Venture, dem bereits die Marke Automobili Turismo e Sport (ATS) gehört, die Namensrechte an De Tomaso. Die ehemaligen Werkshallen in Modena sind mittlerweile abgerissen.
Beim Goodwood Festival of Speed 2019 stellte der neue Inhaber das Konzeptfahrzeug De Tomaso P72 vor, einen offenen Sportwagen, dessen Karosserie von Jowyn Wong gestaltet wurde. Das Auto soll eine Hommage an den Rennwagen De Tomaso P70 sein. Die Serienfertigung begann 2024; die Produktion soll auf 72 Fahrzeuge begrenzt sein.
Ende 2022 wurde der Rennsportwagen P900 vorgestellt. Er ist auf 18 Fahrzeuge limitiert.

## Straßensportwagen von de Tomaso

### Seriensportwagen
- De Tomaso Vallelunga (1964 bis 1967, 56 Stück gebaut)[15]
- De Tomaso Mangusta (1967 bis 1971, 402 Stück)[16]
- De Tomaso Pantera (1971 bis 1993, 7260 Stück, davon 12 Targa)[17]
- De Tomaso Deauville (1971 bis 1988, 244 Stück)[18]
- De Tomaso Longchamp (1973 bis 1989, 409 Stück, davon 14 Spider)[19]
- De Tomaso Guarà (1994 bis etwa 2004, etwa 34 Stück)
- Qvale Mangusta (1995 als „De Tomaso Biguà“ vorgestellt; 1996 bis 2002 auf dem Markt)

Als Motoren wurden zumeist Ford V8 verwendet. Eine Ausnahme bildet der Guarà, in dem anfänglich BMW V8 eingesetzt wurden. Der Guarà wurde zuletzt mit einem Ford-Aggregat ausgerüstet.

### Einzelstücke und Studien

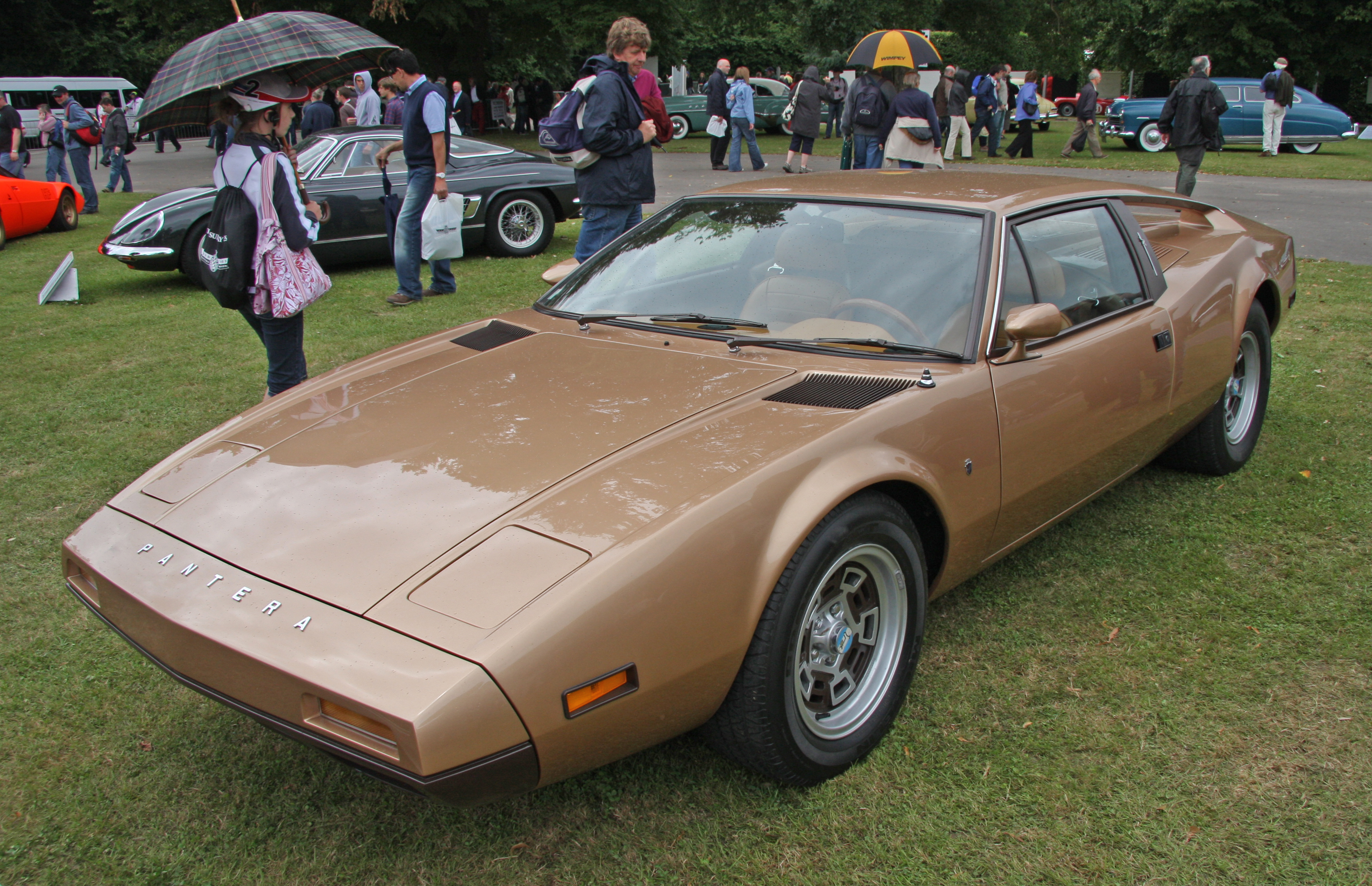
De Tomaso Montella

- Der De Tomaso Pampero ist ein zweisitziges Vollcabriolet auf der Basis des De Tomaso Vallelunga mit einer von Giugiaro gezeichneten und bei Ghia gebauten Karosserie. Es wurde 1966 auf dem Turiner Autosalon gezeigt. Das Auto blieb ein Einzelstück.
- Der De Tomaso 1600 war der Prototyp eines kleinen Mittelmotorsportwagens mit Bertone-Karosserie, der stark an den Fiat X1/9 erinnerte. Das Auto wurde 1970 in Turin vorgestellt.
- De Tomaso Zonda, ein zweisitziges Frontmotor-Coupé mit Karosserie von Ghia im Stil des Maserati Ghibli. Das Fahrzeug wurde auf dem Autosalon in Genf 1971 gezeigt. Es verfügte über den bekannten 5,7 Liter-Achtzylinder von Ford. Auch der Zonda blieb ein Einzelstück.
- De Tomaso Pantera II oder Pantera 7X: 1971 erarbeiteter Prototyp für den Nachfolger des Pantera mit einer Karosserie von Tom Tjaarda. Zwei Jahre später erneut als De Tomaso Montella vorgestellt.[20]

### Weitere Fahrzeuge mit dem Namen De Tomaso

Innocenti Mini De Tomaso

Neben den genannten Sportwagen erschien der Name De Tomaso wiederholt im Zusammenhang mit Großserienfahrzeugen. Hier sollte er eine besonders sportliche Ausstattungslinie bezeichnen. Derartige Fahrzeuge waren
- der Innocenti De Tomaso, eine vor allem optisch überarbeitete Version des Innocenti Mini
- der Dodge Omni 024 De Tomaso, eine ausschließlich in Amerika verkaufte Coupé-Version eines handelsüblichen Kompaktwagens. Der fünftürige Dodge Omni und sein Zwillingsbruder Plymouth Horizon entsprachen nicht vollständig, jedenfalls aber in vielen Teilen dem in Frankreich hergestellten Kompaktwagen Horizon, der zunächst als Chrysler (France) bzw. Simca und später als Talbot verkauft wurde. Nur für den amerikanischen Markt hatte Chrysler USA eine zweitürige Fließheck-Version des Omni/Horizon entwickelt, die bei Dodge Omni 024 und bei Plymouth Horizon TC hieß. Die sportlichste Version des Dodge Omni-Coupés wurde in den Jahren 1980/1981 als Omni 024 de Tomaso bezeichnet. Ein Pendant bei Plymouth gab es hierzu nicht. Es handelte sich um ein reines Optik-Paket, technische Änderungen oder gar eine erhöhte Motorleistung waren mit dem Paket nicht verbunden. De Tomaso hatte an der Entwicklung des Autos keinerlei Anteil. Allerdings kam die Beziehung zu Chrysler durch Lee Iacocca zustande, jenen Manager, der Ende der 1960er Jahre, noch in Ford-Diensten stehend, wesentlich an der Vermarktungsidee des Pantera beteiligt gewesen war und seit 1977 an der Spitze des Chrysler-Konzerns stand.

## De Tomaso im Motorsport

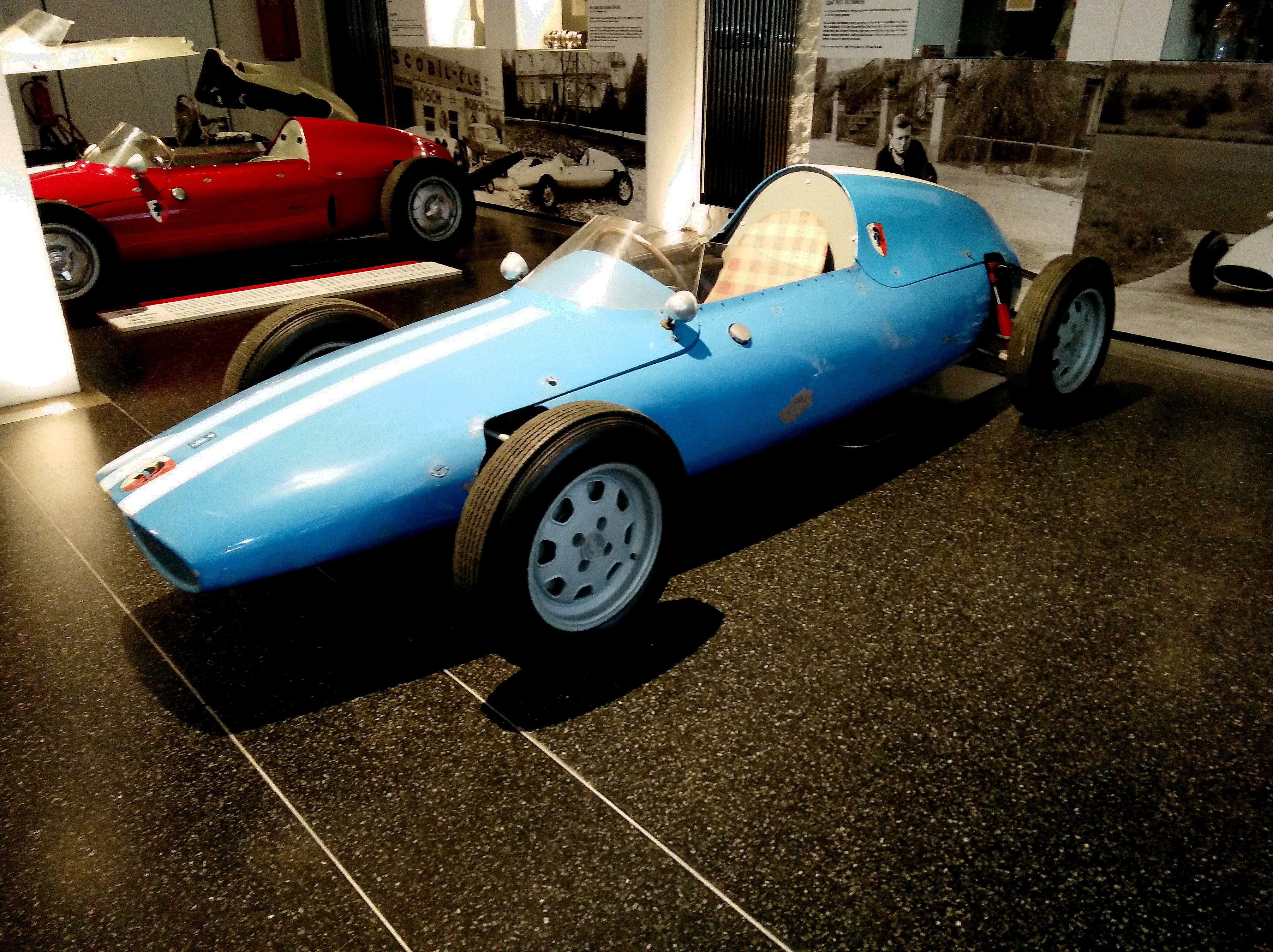
De Tomasos erster Rennwagen: Der Isis

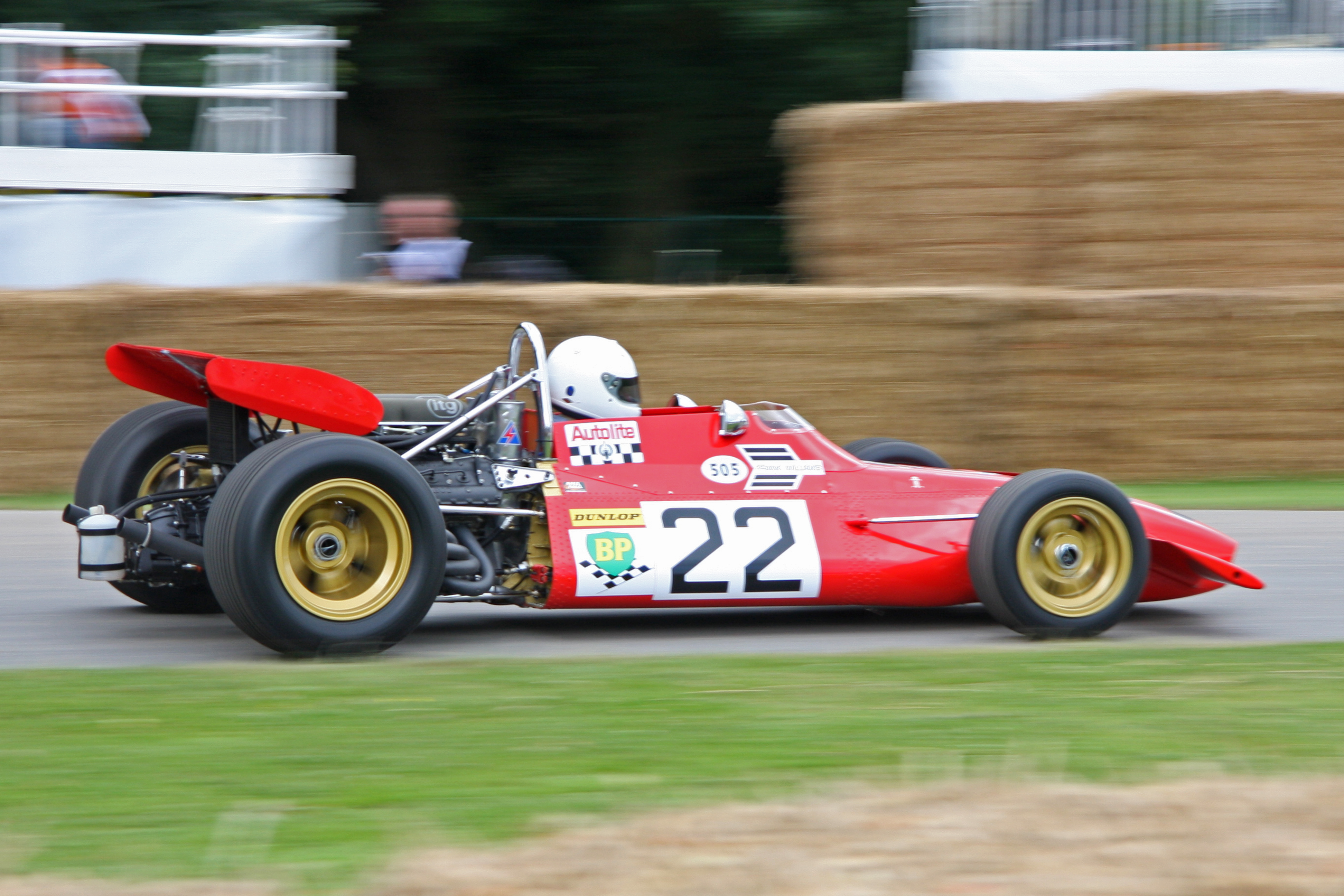
Der von Dallara konstruierte und von Frank Williams Racing Cars 1970 in der Formel 1 eingesetzte De Tomaso 505.

De Tomasos erster Rennwagen war der für die Formel Junior bestimmte Isis, der die Kopie eines zeitgenössischen Cooper T43 war. Auf dieser Grundlage baute de Tomaso zunächst den F2, ein Einzelstück für die Formel 2, und danach fünf Exemplare des vom F2 abgeleiteten Formel-1-Modells De Tomaso F1. Die Wagen waren überwiegend mit Großserienmotoren von Alfa Romeo ausgestattet, die Virgilio Conrero getunt hatte; einige Modelle Exemplare hatten auch Motoren von OSCA. Sie erreichten bei weitem nicht die Leistung der konkurrierenden Hersteller und waren als Folge des starken Tunings sehr defektanfällig. Die Wagen waren zudem schlecht vorbereitet und galten als die schwächsten Fahrzeuge der 1,5-Liter-Ära der Formel 1. 1962 stellte De Tomaso mit dem 801 ein neues Modell vor, das mit einem selbst entwickelten Motor ausgestattet war. Auch diese Konstruktion war zu leistungsschwach, um konkurrenzfähig zu sein. Alejandro De Tomasos Werksteam, das als Reverenz an seine Ehefrau vielfach als Scuderia Isobel De Tomaso gemeldet wurde, beschränkte sich in den Jahren 1961 bis 1963 auf die Teilnahme an zwei Weltmeisterschaftsläufen der Formel 1, bei denen es keine Punkte erzielte, und startete darüber hinaus bei einzelnen Rennen, die keinen Weltmeisterschaftsstatus hatten. Die Kundenteams wie Scuderia Serenissima und die Scuderia Settecolli erzielten ebenfalls keine Erfolge. Nachdem De Tomaso auch mit diesem Modell keine Rennerfolge erzielen konnte, stellte er mit Ablauf des Jahres 1963 sein Monoposto-Programm ein. Zwar kündigte Alejandro de Tomaso Ende 1963 noch die Entwicklung eines weiteren Motors an, der zwölf Zylinder haben sollte; dieses Triebwerk kam aber nie über die Projektphase hinaus. Erst 1970, als der Schwerpunkt des Unternehmens bereits auf der Herstellung von Straßensportwagen lag, kehrte De Tomaso in die Formel 1 zurück. Ein gemeinsames Projekt mit Frank Williams Racing Cars sollte die Vermarktung des Sportwagens Pantera werbewirksam begleiten, kam aber frühzeitig zu einem Ende, nachdem Williams’ Stammfahrer Piers Courage beim Großen Preis der Niederlande in einem De Tomaso 505 tödlich verunglückt war.
Rennwagen für die Formel 3 und Indianapolis wurden ebenfalls gebaut, starteten aber nie bei einem Rennen.